# Antonio Cefaly
Antonio Cefaly, nome completo Francesco Antonio Maria Cefaly (Cortale, 10 novembre 1850 – Roma, 4 aprile 1928), è stato un politico e imprenditore italiano.

## Biografia
Affiliato alla Massoneria, della sua carriera massonica non si conoscono le origini. Maestro presso la Loggia Tommaso Campanella di Catanzaro il 15 dicembre 1894, risulta essere stato membro della Giunta del Grande Oriente d'Italia, Gran Segretario nel 1902 e Gran Maestro Aggiunto Onorario a vita dal 1904. Vicepresidente della Gran Loggia di Rito simbolico dal 1899 al 1902. Nel marzo 1912 dette le dimissioni per protesta contro la linea politica del Grande Oriente d'Italia.
Antonio Cefaly fu presidente sia del gruppo liberal-democratico che dell'Unione Democratica, gruppo politico nato dall'unificazione tra il PLD e la Democrazia Sociale.

## Cariche e titoli
- Presidente del Consiglio d'amministrazione dell'Educatorio "Roma" (Quartiere Testaccio) (23 aprile 1901)
- Presidente della Federazione postale telegrafica di Catanzaro (gennaio 1904)
- Membro del Comitato generale romano di soccorso "Pro Calabria e Sicilia" (15 gennaio 1909)
- Sindaco dell'Istituto delle Case popolari della provincia di Roma (15 aprile 1912-1º luglio 1913)
- Deputato per la vigilanza delle Scuole elementari del Comune di Roma (17 maggio 1912) (12 luglio 1915)
- Presidente della Commissione amministratrice dell'Azienda elettrica comunale di Roma (12 luglio 1912)
- Consigliere della Società degli agricoltori italiani (28 febbraio 1901) (16 febbraio 1904) (13 febbraio 1907)
- Membro della Corte suprema disciplinare per la Magistratura (27 febbraio 1913)
- Socio onorario della Società cooperativa "Gianlorenzo Bernini" [di Roma] (26 gennaio 1913)
- Presidente onorario della Società operaia di mutuo soccorso "Giuseppe Garibaldi" di Borgia
- Socio onorario della Società operaia di mutuo soccorso "Regina Margherita" di Tiriolo (26 dicembre 1897)
- Socio onorario della Società operaia di mutuo soccorso "Figli del lavoro" di Catanzaro (19 luglio 1894)
- Deputato della Federazione ginnastica nazionale (17 settembre 1894)
- Membro del Consiglio direttivo della Lega per la pace (28 maggio 1899)

## Incarichi parlamentari
- Commissione d'istruzione dell'Alta Corte di giustizia (26 gennaio 1901-6 febbraio 1902) (9 dicembre 1904-12 dicembre 1907)
- Commissione d'istruzione dell'Alta Corte di giustizia (12 dicembre 1907-8 febbraio 1909) (29 marzo 1909-29 settembre 1913). Presidente dal 25 novembre 1918 al 29 settembre 1919
- Commissione di contabilità interna (22 marzo 1901-6 febbraio 1902)
- Commissione di contabilità interna, relatore (24 febbraio 1902-18 ottobre 1904) (7 dicembre 1904-19 giugno 1906. Dimissionario, 11 dicembre 1906-8 febbraio 1909). Presidente dal 30 marzo 1909 al 29 settembre 1913
- Commissione per l'esame del disegno di legge "Proroga della facoltà al Governo di destinare gli uditori ad esercitare le funzioni di vice-pretore dopo sei mesi di tirocinio" (22 dicembre 1902)
- Commissione per l'esame del disegno di legge "Impianto di una stazione radiotelegrafica ultrapotente (Sistema Marconi)" (18 marzo 1903)
- Commissione per l'esame del disegno di legge "Case popolari" (3 aprile 1903)
- Commissione per l'esame del disegno di legge "Proroga dei termini per la commutazione delle prestazioni fondiarie perpetue" (19 dicembre 1904)
- Commissione per il regolamento interno (12 luglio-13 dicembre 1906)
- Segretario della Commissione per il regolamento interno (13 dicembre 1906-8 febbraio 1909) (29 marzo 1909-29 settembre 1913)
- Commissione parlamentare d'inchiesta sulle condizioni dei contadini, sui loro rapporti coi proprietari e sulla natura dei patti agrari nelle provincie meridionali e nella Sicilia (16 dicembre 1906)
- Commissione per la verifica dei titoli dei nuovi senatori (13 marzo 1911-29 settembre 1913)
- Commissione per l'esame del disegno di legge "Modificazioni alla legge elettorale politica" (11 agosto 1919)
- Commissione parlamentare d'inchiesta sulle spese di guerra (19 luglio 1920-6 febbraio 1923)
- Commissione per l'esame del disegno di legge "Contravvenzioni per porto d'arma" (25 settembre 1920)
- Commissione per l'esame del disegno di legge "Disposizioni per la sistemazione e la gestione statale dei cereali" (24 febbraio 1921)
- Commissario di vigilanza all'Amministrazione delle ferrovie dello Stato (19 marzo 1908-21 maggio 1909. Dimissionario)

## Commemorazione
(Senato del Regno, Atti parlamentari. Discussioni, 3 maggio 1928.)